# Otras Letras
Otras Letras fue una librería especializada en el público LGBT abierta de 2009 a 2013 en Buenos Aires, Argentina. Fue la primera de su tipo en América del Sur.

## Historia
Aldo Fernández y Claudio Sartori crearon en 2007 un portal para la venta de libros LGBT. Consideraban que existía un público que sentía la necesidad de encontrar este tipo de literatura, que estaba infrarrepresentado en las librerías tradicionales y cadenas comerciales.
El éxito del portal y la demanda de literatura LGBT en Mercosur, los llevó a abrir el 24 de junio de 2009 una librería en una sección del restaurante Chuecas Downtown, en la calle Alsina 975, en el barrio porteño de Monserrat. Tras compartir el espacio durante algunos meses, la librería se trasladó en agosto de 2010 a un local propio en la calle Soler 4796, en el barrio de Palermo. Tenía como proyecto la creación de su propia editorial para dar salida a los escritores LGBT argentinos y del Cono Sur, además de abaratar los costes de importación. A 2010, sólo un 20% de los autores eran argentinos.
La librería cerró el 1 de diciembre de 2013 por problemas económicos, según anunciaron los dueños en su página de Facebook.

## Ventas y actividades
La mayoría de los libros eran importados desde España, impresos por editoriales especializadas en temas LGBT como Egales y Tempestad, que no existen en Argentina. Entre los autores, se incluían escritores argentinos, como Ernesto Meccia, Alejandro Modarelli, Osvaldo Bazán, Adrián Melo, Susana Guzner o Leonor Silvestri, e internacionales, como Lawrence Schimel, Eduardo Mendicutti o Reinaldo Arenas. También incluían libros de autores LGBT que pertenecen a la literatura universal, como Oscar Wilde, u otros que escriben temas de interés para la comunidad como Gianni Vattimo, además de libros para niños y revistas especializadas.
Uno de los libros más comentados fue Asfalto (1964) de Renato Pellegrini, la primera novela de contenido homosexual editada en Argentina.
La librería también realizaba actividades culturales, como talleres literarios, proyección de películas, presentaciones, espectáculos «trans» y coloquios en horario nocturno.